# Hoplidosterus confectus
Hoplidosterus confectus là một loài bọ cánh cứng trong họ Cerambycidae.